# Eparchia di San Vladimiro il Grande di Parigi
L'eparchia di San Vladimiro il Grande di Parigi (in latino: Eparchia Sancti Vladimiri Magni in urbe Parisiensi) è una sede della Chiesa greco-cattolica ucraina immediatamente soggetta alla Santa Sede. Nel 2022 contava 26.000 battezzati. La sede è vacante.

## Territorio
L'eparchia esercita la sua giurisdizione su tutti i fedeli della Chiesa greco-cattolica ucraina in Francia, Belgio, Lussemburgo, Paesi Bassi e Svizzera.
Sede eparchiale è la città di Parigi, dove si trova la cattedrale di San Vladimiro.
Il territorio è suddiviso in 15 parrocchie.

## Storia
L'esarcato apostolico per i fedeli ucraini di rito bizantino residenti in Francia fu eretto il 22 luglio 1960 con la bolla Aeterni Pastoris di papa Giovanni XXIII. Precedentemente tali fedeli erano sottoposti alla giurisdizione dell'ordinariato di Francia per i fedeli di rito orientale, eretto il 16 giugno 1954.
Il 19 gennaio 2013 l'esarcato è stato elevato al rango di eparchia e ha assunto il nome attuale in forza della bolla Qui in beati di papa Benedetto XVI.

## Cronotassi dei vescovi
Si omettono i periodi di sede vacante non superiori ai 2 anni o non storicamente accertati.
- Volodymyr Malanczuk, C.SS.R. † (22 luglio 1960 - 27 novembre 1982 ritirato)
- Michel Hrynchyshyn, C.SS.R. † (27 novembre 1982 - 21 luglio 2012 ritirato)
- Borys Gudziak (21 luglio 2012 - 18 febbraio 2019 nominato arcieparca di Filadelfia)
  - Sede vacante (dal 2019)
  - Kyr Hlyb Borys Sviatoslav Lonchyna, M.S.U., dal 18 febbraio 2019 (amministratore apostolico)

## Statistiche
L'eparchia nel 2022 contava 26.000 battezzati.
| anno | popolazione | popolazione | popolazione | presbiteri | presbiteri | presbiteri | presbiteri                | diaconi | religiosi | religiosi | parrocchie |
| anno | battezzati  | totale      | %           | numero     | secolari   | regolari   | battezzati per presbitero | diaconi | uomini    | donne     | parrocchie |
| ---- | ----------- | ----------- | ----------- | ---------- | ---------- | ---------- | ------------------------- | ------- | --------- | --------- | ---------- |
| 1970 | 16.438      | ?           | ?           | 13         | 12         | 1          | 1.264                     |         | 1         | 7         | 3          |
| 1978 | 28.960      | ?           | ?           | 12         | 12         |            | 1.333                     |         |           | 10        | 12         |
| 1990 | 16.000      | ?           | ?           | 11         | 11         |            | 1.454                     |         |           | 10        | 12         |
| 1999 | 16.000      | ?           | ?           | 9          | 9          |            | 1.777                     | 1       |           | 10        | 10         |
| 2000 | 16.000      | ?           | ?           | 9          | 9          |            | 1.777                     | 1       |           | 10        | 10         |
| 2001 | 14.000      | ?           | ?           | 12         | 12         |            | 1.166                     | 1       |           | 11        | 10         |
| 2003 | 15.000      | ?           | ?           | 9          | 9          |            | 1.666                     | 1       |           | 8         | 10         |
| 2004 | 15.000      | ?           | ?           | 9          | 9          |            | 1.666                     | 1       |           | 8         | 9          |
| 2009 | 20.000      | ?           | ?           | 20         | 20         |            | 1.000                     | 3       | 3         | 5         | 18         |
| 2013 | 25.400      | ?           | ?           | 16         | 16         |            | 1.587                     | 3       |           | 5         | 16         |
| 2014 | 25.500      | ?           | ?           | 14         | 14         |            | 1.821                     | 3       |           | 5         | 16         |
| 2017 | 25.000      | ?           | ?           | 26         | 23         | 3          | 961                       | 2       | 3         | 4         | 16         |
| 2020 | 26.000      | ?           | ?           | 27         | 25         | 2          | 962                       | 2       | 2         | 4         | 15         |
| 2022 | 26.000      | ?           | ?           | 27         | 25         | 2          | 962                       | 2       | 2         | 6         | 15         |